# Hexen
Hexen: Beyond Heretic (или Hexen) — компьютерная игра, разработанная студией Raven Software, изданная id Software и распространявшаяся компанией GT Interactive. Дата выхода — 30 октября 1995. Представляет собой сюжетное продолжение игры Heretic. Hexen начинал разрабатываться как дополнение или сиквел игры Heretic, но в итоге вырос в самостоятельный проект.
В переводе с немецкого «Hexen» означает «ведьмы, колдуньи», а «hexen» — «колдовать».

## Сюжет
Действие игры происходит в мире Кроносе, захваченном вторым Змеиным наездником (англ. Serpent Rider), Кораксом. С его братом Д’Спарилом игрок (эльф Корвус) боролся в игре Heretic. В начале игры можно выбрать персонажа — воина, клирика (священнослужителя) или мага.
В основе сюжета лежит тот же принцип, что и в игре Heretic: игрок — единственный оставшийся в живых представитель своей расы в мире, захваченном одним из Змеиных всадников. Единственное отличие — в Hexen выжили три героя. В однопользовательском режиме они действуют как бы независимо друг от друга, а в многопользовательском — могут объединить свои силы. Кроме того, к ним может присоединиться четвёртый.
В плане геймплея создатели Hexen существенно разнообразили монотонность стандартного шутера от первого лица: помимо истребления монстров игроку приходится решать квестовые задачки, в основном сводящиеся к поиску выключателей и дверей, которые они открывают. В отличие от игр Doom и Heretic появилась возможность возвращаться на ранее пройденные уровни. Сложность игры состоит и в том, что кнопка, нажатая на одном уровне, может открыть дверь на другом, таким образом, игроку приходится часто путешествовать между уровнями и искать открывшиеся двери. Некоторые объекты активируются только после нажатия всех нужных кнопок на нескольких уровнях подряд.
Начинает игру главный герой в Очищающем Холле (Winnowing Hall), где он по сути знакомится с тем, что вообще есть в игре Hexen. Убив небольшую группу монстров и достав два первых ключа, он активизирует колокол в местной часовне, а затем находит портал в первый хаб.
Попав в первый хаб (группу уровней) под названием Семь Порталов (Seven Portals) герою приходится последовательно пройти Оплот Льда (Guardian of Ice), Оплот Стали (Guardian of Steel), и Оплот Огня (Guardian of Fire). Коварство эпизодов заключается в том, что для их прохождения недостаточно попасть в порталы прямым входом. Пройдя по порядку первичную стражу на главном уровне хаба, игрок получит возможность попасть в аналогичные порталы с другой стороны. Они ведут на другие участки тех же уровней, открывая доступ к тому, что было изначально закрыто. В итоге на каждом уровне стражи игроку необходимо найти по 2 ржавых переключателя на цепи, которые решают общую загадку. Переключатели поднимут лестницы на главном хабе, где можно найти дополнительные переключатели и открыть новые двери. На данном этапе для игрока уже откроется дальняя финальная дверь, которая может дать ему завершить хаб. Но в рамках Семи Порталов можно решить ещё пару загадок и попасть на секретный уровень Яркое Испытание (Bright Crucible), где также нужно решить загадку с кристаллом. На этом уровне можно впервые найти волшебную туру, которая даёт временную неуязвимость.
Преодолев семь порталов, найдя в конце эпизода первую часть своего секретного оружия, а также не забыв в конце найти первую комбинированную ману за порталом и крылья гнева в дополнительной нише, герой попадает в тёмный лес (Shadow Wood). Здесь все герои в различных местах могут найти наконец третье оружие и во многом вздохнуть с облегчением, так как состав противников изменится не сильно, а мощь оружия увеличится (из новых постоянных соперников прибавляются только сталкеры, которых можно также найти в первом хабе на секретном уровне). Как бы то ни было, но чтобы пройти далее герою и тут надо разгадать немало ребусов. В частности нужно активировать 6 ржавых переключателей для прохождения в финальный уровень хаба. Однако в отличие от первого эпизода чтобы дойти до переключателей мало пройти полноценно уровни, нужно ещё и достать соответствующие ключи. Всего ключей, как и основных зон три: пещеры (Caves of Circe), болото (Darkmere) и пустоши (Wastelands). Соответственно в каждом из этих мест можно найти ключи: пещерный, болотный и роговый. Сложность состоит также в том, что в каждой из зон для включения переключателей нужен не ключ находящийся в этой зоне, а два других (на болоте, к примеру, пещерный и роговый). Достать ключи не так сложно, однако и врагов на пути героя встречается куда больше. Но вот, пройдя все зоны, герой в центральном здании столовой может пройти далее, однако торопиться не стоит. Около места старта эпизода на высокой скале откроется ещё один портал в священную рощу (Sacred Grove). Герою лучше войти в неё, однако в ней необходимо очень быстро ликвидировать всех монстров которые есть (эттинов). В противном случае игрок попадает в ловушку. Если все сделано верно, то пол в центре опустится и вы сможете активировать ещё один переключатель, который откроет Вам дополнительный уровень в 4 эпизоде, а по бокам в тайниках можно найти 3 урны жизни. пройдя через столовую, перебив монстров на финальном уровне хаба (Hypostyle) в трёх комнатах и найдя вторую часть своего секретного оружия в одной из комнат игроку приходится сразиться с виверной смерти, которой также помогают бурые змеи хаоса. Победив их, игрок уходит из тёмного леса.
Пройдя тёмный лес главный герой оказывается в высокой башне, где Коракс появляясь в виде демонического изображения на стене продолжает над ним издеваться. Однако перебив охрану башни игрок входит в семинарию Ересиарха (Heresiarch’s Seminary), где устраняет всех соперников (здесь впервые появляются и темные епископы, а кентавры в основном становятся усиленными). Чтобы пройти далее ему нужно разгадать ещё один ребус, а именно пройдя 2 портала найти в заколдованных мирах (Silent Refectory и Orchard of Lamentations) необходимые драгоценные камни — сапфиры, изумруды и рубины. Достав камни, решив несколько секретов на центральном уровне и перебив стражу, игрок активирует при помощи камней загадочные часы, однако это приводит его не к концу эпизода, а лишь ко второй его части. В конце семинарии открываются стены и игрок в одной из ниш находит проходы в разные капеллы монастыря. В каждой из капелл (Wolf Chapel, Dragon Chapel, Griffin Chapel) игроку снова надо найти по 3 переключателя. Сложность даже по сравнению со вторым эпизодом состоит в том, что здесь проходы к тем или иным переключателям открываются даже не ключами, а включёнными в других капеллах переключателями. В итоге чтобы пройти все капеллы и все активировать игроку приходится минимум 3 раза посетить одну из капелл (первую), а часто даже больше раз. Но и с этой загадкой главный герой справляется, но выйдя назад в семинарию на пути у него появляется хозяин семинарии могущественный Ересиарх. Убив его в долгом сражении игрок также проходит через секретный уровень, вход на который находится за колоннами, за которыми появился Ересиарх. На секретном уровне (Deathwind Chapel) игрок найдет только ману и артефакты, но не какие-то дополнительные переключатели.
Итак, пройдя семинарию и монастырь игрок очутился в оплоте Коракса, замке скорби (Castle of Grief). Перебив огромную охрану замка, игрок решает ребус с шестерёнками часов, восстанавливая их, посещает покинутый аванпост (Forsaken Outpost), где также разбирается со стражей и далее, если активировал во 2-м хабе переключатель в Священной роще попадает на секретный уровень Заброшенный сад (Desolate Garden). Здесь игрок также находит немало оружия и артефактов. Найдя в покинутом аванпосте две книги, игрок отправляется на уровень-виселицу (Gibbet). Здесь он перебивает охрану и возвращает потерянные книги в библиотеку, после чего получает голову статуи и вставляет её в другом зале. После этого игроку открывается путь в канализацию (Effluvium) и катакомбы (Dungeon). Перебив охрану в первой части зловонного стока игрок получает ключ с булавой для виселицы, куда возвращается, затем пробившись через подземелье находит секретную пропасть в отдалённом месте подземелья, прощается с жизнью, но вместо этого попадает в ещё один портал, возвращаясь неожиданно в канализацию, где перебивает новые отряды монстров и находит проход далее опять в покинутый аванпост. И тут уже игроку удается активировать переключатель на виселице, после чего на месте казни открывается ещё один проход и игрок получает ключ с топором. Далее пройдя тронный зал и перебив отряд змей хаоса, епископов и кентавров, игрок снова сражается с Ересиархом и снова его побеждает.
За крепостью игрока ждёт зловещее кладбище (Necropolis), наполненное жуткими призраками, сражающимися на стороне Коракса. Однако зачистив кладбище и пройдя секретный эпизод Vivarium (заповедник, рассадник), игрок далее отправляется в три главные гробницы, где пробиваясь через самые настоящие полчища монстров доходит последовательно до Цедека, Традуктуса и Менелькира, (Zedek’s Tomb, Traductus' Tomb, Menelkir’s Tomb) побеждая существ, которые не уступают по силе ему самому. Победив каждого из предателей он забирает их главное оружие-артефакт. Затем дойдя до главной гробницы и вставив артефакты полученные от героев-предателей (которые почему-то символически напоминают вилку, ложку и нож), герой наконец попадает в цитадель Коракса, уровень который называется тёмное испытание (Dark Crucible). Здесь героя почти сразу встречает Коракс, однако после недолгой битвы Коракс телепортируется в соседний зал, а игроку нужно расправиться сначала с десятками эттинов, потом с таким же количеством кентавров. Далее Коракс снова появляется и здесь уже главный герой своего не упускает. Используя весь свой опыт, он убивает Коракса и других его помощников, а затем ныряет в финальный портал. Там он узнаёт что после смерти Коракса он завладел сферой хаоса и теперь может создавать новые миры, а этот мир от Коракса уже свободен. Однако финальная заставка пугает и, одновременно удивляет героя. Он появляется на шахматной доске в виде ферзя, который поставил Кораксу мат, но надпись предупреждает, что в мирах ещё есть много игроков, гораздо сильнее чем он сам и победа над Кораксом может мало что значить…

## Deathkings of the Dark Citadel
Deathkings of the Dark Citadel (Рыцари смерти тёмной цитадели) — официальное сюжетное дополнение к основной игре, выпущенное в 1996 г. В игре встречаются новые хабы, 20 отдельных уровней и 6 уровней для смертельной схватки.
На каждом хабе есть ряд новых уровней, в том числе по одному секретному, а квесты визуально взяты из первой части (новые артефакты не добавлялись). В целом уровень сложности также повышен.
На последнем уровне в самой тёмной цитадели игроку снова предстоит сразиться с героями-отступниками Цедеком, Традуктусом и Менелькиром, которых он снова побеждает и снова попадает в зал со сферой хаоса. Однако теперь шёпот духов не слышен герою и он понимает, что может сражаться с другими героями в бесконечном множестве миров. Единственное что удается узнать в конце — это то, что другие герои ждут…

## Геймплей

Скриншот игры Hexen с портом jHexen

Hexen использует модифицированную версию движка игры Doom, который позволяет смотреть вверх и вниз, играть по сети восьми игрокам и выбирать персонажа из трёх классов. Эта игра также сделала популярной систему хабов (англ. hub system), характеризующую продвижение игрока по уровням в жанре шутеров от первого лица. В отличие от предыдущих игр, которые воспроизводили музыку исключительно в формате MIDI, Hexen обладал способностью проигрывать треки с аудио-CD. Создатели Hexen улучшили движок игры Doom многими другими способами: появились более обширные уровни, мерцающий свет, звук на триггерах, брызги и следы на воде, течение воды, опадающие с деревьев листья, анимированное небо со вспышками молний, туман. Игрок получил возможность прыгать. Кроме того, некоторые двери открывались в трёх измерениях, архитектурные элементы могли двигаться в горизонтальной плоскости и поворачиваться вокруг своей оси.
По сравнению с Doom и Heretic появились новые типы монстров — подводные и подземные. Некоторые монстры получили возможность не только нападать, но и защищаться от выстрелов игрока, отражая его выстрелы щитом в него самого. Также появились новые типы артефактов, позволяющие, например, быстрее перемещаться, летать, превращать противников в свиней, а также вызывать специального монстра, который будет помогать игроку.
Появились также и общеигровые предметы: деревья, кустарники, горшки, стёкла и другие. Многие из них можно разбить и найти в них что-либо ценное.
Также в Hexen была реализована функция «falling damage» — при падении с большой высоты игрок может получить серьёзные повреждения или даже разбиться насмерть.
В игре можно отметить и целый ряд графических нововведений. Так, на каждом хабе необходимы для прохождения тех или иных дверей — ключи. И ключи эти не повторяют друг друга. Точно также не повторяются артефакты, необходимые для успешного прохождения хаба.
В Hexen есть артефакты, идентичные артефактам в Heretic (крылья гнева, факел, кварцевый флакон, мистическая урна, эмблема хаоса), некоторые из которых заменены близкими (морфийное яйцо заменено свиноморфером, превращающих врагов не в куриц, а в свиней, часовая бомба заменена колбой, которая в руках мага действуют также, в руках воина — как граната, в руках клирика — как газовая граната), и новые артефакты: фигурка Молотавра (вызывает Молотавра из Heretic, но теперь уже на вашей стороне), диск отталкивания (отбрасывает любое количество монстров, кроме боссов, от вас на значительное расстояние), Banishment Device (действует аналогично эмблеме хаоса, но бросает в начало не вас, а монстров рядом), чаша мощи (восстанавливает полностью запас синей и зелёной маны), сапоги-скороходы (увеличивают скорость передвижения), наручи из драконьей кожи (увеличивают защиту игрока на 4 единицы, но без превышения лимита). Кроме того в игре встречается множество предметов, которые необходимо использовать, чтобы просто пройти дальше (магические кристаллы, камни, шестерёнки от часов и многое другое). Ключи в каждом из хабов также уникальны и не пересекаются
В игре встречается теперь не боезапас для каждого оружия, а конкретно кубики синей и зелёной (а также комбинированной) маны. Кроме того, своё четвёртое оружие каждый из игроков должен собрать по частям. Однако части оружие будут встречаться периодически и после 3 эпизода, где оружие уже может быть собрано любым из игроков. Части четвёртого оружия также увеличивают запас и той и другой маны.
В отличие от Heretic и Doom, где встречалось лишь 2 типа брони, здесь их четыре. Все они по-разному полезны для разных игроков. Лишь шлем одинаково прибавляет очков защиты всем бойцам. Нагрудник даёт очень много воину, средне клирику и очень мало магу, магический амулет, напротив, максимум магу, средне клирику и минимум воину. Щит даёт максимум брони клирику.

### Уровни
Уровни Hexen построены по системе хабов (англ. hub system). В игре всего 5 хабов. Каждый хаб имеет центральный уровень из которого существуют выходы на 4 других уровня. Начинается игра с прохождения одного классического уровня, после которого игрок попадает в первый хаб. Также есть дополнительные, секретные уровни, попадать на которые необязательно, но интересно. Всего уровней в игре — 30 (включая первый уровень и центральные). На уровнях очень много закрытых дверей, ключи от которых или кнопки, которые их открывают, находятся на других уровнях, но в пределах хаба. В то же время есть и переключатели, влияющие на следующие хабы. Таким образом, игра состоит в том, чтобы бегать от одного уровня к другому периодически возвращаясь в пройденные места и открывая новые двери до тех пор, пока не откроется дверь в другой хаб. Из любого хаба обратно в предыдущий хаб попасть нельзя, но между уровнями в пределах одного хаба ходить можно беспрепятственно.
Сам упор игры во многом был переведен с простого шутера, на частичные квесты. Врагов может на определённых уровнях встречаться много или даже очень много и задача заключается не в том, чтобы их всех ликвидировать, а в том, чтобы полностью пройти головоломки, повернуть все нужные рубильники и нажать все искомые кнопки, чтобы иметь возможность пройти далее.
Попадая в каждый из хабов с игроком на жутком экране общается Коракс, обещая игроку сначала быструю смерть, потом встречу со своими верными слугами, затем готовность проявить к игроку милосердие, в случае остановки. В 4 эпизоде Коракс признаётся, что главный герой явно заигрался, в пятом же лишь предупреждает, что теперь биться придётся с господинами.
При помощи чит-кодов или системных настроек игрок может попасть на любой уровень изначально. Однако хабовая система в данном случае может банально запереть игрока на том или ином уровне, куда он должен был попасть лишь при наличии ключа, найденного на другом уровне. Выйти из этой ловушки можно тоже лишь чит-кодами. Кроме того на уровне Sacred Grove в ловушку можно попасть и без чит-кодов, при неправильных действиях игрока.

### Персонажи
В игре можно выбрать одного персонажа из трёх — воина Баратуса (англ. Baratus), клирика Париаса (англ. Parias) или мага Дэдолона (англ. Daedolon). В соответствии с выбранным персонажем игрок получит возможность использовать три разных набора вооружений и сможет по-разному использовать предметы инвентаря. К примеру, маг может использовать больше предметов, чем клирик или воин.

## Оружие
В Hexen 12 видов оружия, однако каждому герою доступны лишь 4 из них. Несмотря на внешние определённые различия, у них есть общая черта: первое оружие не тратит никакой маны, второе — синюю (у воина второе оружие не требует маны, но в этом качестве становится значительно слабее), третье — зелёную, а четвёртое — оба вида маны. При этом принципы оружия игроков имеют разнонаправленный уровень эффективности и силы поражения. Так, оружие воина предельно сильное (для убийства эттина хватит и 4 ударов кулаком или 3 ударов топором), оружие клирика уже менее сильное (булавой эттина можно убить лишь шестью ударами), оружие мага ещё более слабое, сапфировой палочкой эттина можно убить лишь восемью попаданиями. В то же время эффективность оружия обратная. У воина нет дальнобойного оружия вплоть до 3 эпизода, когда он получает молот. Как шипастые перчатки, так и топор Тимона — оружие ближнего боя, молот не очень эффективен на расстоянии и имеет низкую точность, лишь меч паладина достаточно эффективен против разных врагов на разных расстояниях. Оружие клирика уже эффективнее, змеиный посох оружие дальнего боя, кроме того имеет важное применение в ближнем бою (высасывает жизнь), огненный шторм клирика легко поражает противников на расстоянии, а жезл духов является самым эффективным оружием игры. Маг, имея оружие поражающее врагов относительно слабо при этом обладает сапфировой палочкой — единственное оружие дальнего боя первого уровня, не требующее маны. Слабость палочки также компенсируется тем, что она обладает проникающим ударом и может наносить повреждение большому количеству врагов, особенно стоящих друг за другом. Замораживающие осколки наносят огромный урон в ближнем бою, дуга смерти сверхэффективна против ряда врагов и особенно против виверны смерти в конце 2-го эпизода (при удачном попадании виверна почти сразу погибнет), кроме того дуга смерти как правило пробивает щит кентавров. Кровавый бич не наносит огромный урон, но тоже более чем эффективен против разных типов врагов.
Стоит также отметить, что в отличие от Heretic и Doom, здесь оружие разных игроков располагается в совершенно разных местах, также как и части финального оружия (за исключением первой, которую игрок получает в любом случае в конце первого хаба). Кроме того в случае старта с 4-го хаба игрок имеет возможность в 4-м и в 5-м хабе снова собрать четвёртое оружие.

## Исходный код
11 января 1999 года Raven Software выпустила исходный код программной части Heretic и Hexen. Это дало возможность портировать игру под Linux и другие операционные системы, а также выпустить варианты движка, поддерживающие аппаратное ускорение трёхмерной графики. Исходный код был опубликован под лицензией, не допускавшей коммерческое использование. Только в 2008 году, после многих петиций и писем, перелицензирован под GNU GPLv2. Это сняло многие правовые вопросы, связанные с включением кода Heretic и Hexen в свободные порты движка Doom, такие как zDoom.

## Оценки
| Сводный рейтинг | Сводный рейтинг |
| Агрегатор       | Оценка          |
| --------------- | --------------- |
| GameRankings    | 60,22 % (N64)   |